# Йорданов, Момчил
Момчил Христов Йорданов (англ. Momchil Hristov Yordanov, болг. Момчил Христов Йорданов; Пустой шаблон {{ВД-Преамбула}} ) — болгарский и виргинский футболист, защитник. Игрок сборной Британских Виргинских Островов.

## Биография

### Клубная карьера
Йорданов родился в Болгарии и провёл детство между Болгарией и Великобританией. В сезоне 2021/22 был игроком молодёжного состава клуба «Фратрия». Затем переехал в Англию, тренировался в академиях «Брук Хаус Колледж» и «Бичвуд Академиа энд Футбол». Летом 2024 года ненадолго вернулся во «Фратрию», но, по имеющимся данным, в официальных матчах не играл. В октябре того же года перешёл в клуб Южной Национальной лиги (6-й дивизион Англии) «Истборн Боро».

### Карьера в сборной
В феврале 2024 года был приглашён в молодёжную сборную Британских Виргинских Островов для участия в отборочном турнире чемпионата КОНКАКАФ 2024. Сыграл во всех четырёх матчах, причём в заключительной встрече с молодёжной сборной Ангильи вышел на поле с капитанской повязкой.
В основную сборную Британских Виргинских Островов был впервые приглашён в октябре того же года на матчи Лиги наций КОНКАКАФ 2024/25. Дебютировал 12 октября в матче против Каймановых островов (0:1), заменив на 66-й минуте Кристиана Джавьера.